# Дмитриев, Василий Петрович
Василий Петрович Дмитриев (5 июня 1908 — 7 апреля 1942) — советский политработник, полковой комиссар Рабоче-крестьянской Красной Армии, участник боёв на Халхин-Голе и Великой Отечественной войны. Герой Советского Союза (1944, посмертно).

## Биография
Родился 5 июня 1908 года в деревне Олбово Тверской губернии (ныне — Калининский район Тверской области) в крестьянской семье. Окончил начальную железнодорожную школу, рано начал трудиться. В 1928 году вступил в ВКП(б).
В 1930 году был призван на службу в Рабоче-крестьянскую Красную армию, окончил курсы политработников. Через два года был назначен на должность военного комиссара артиллерийской батареи в Забайкальском военном округе 175-го артиллерийского полка. Параллельно с выполнением служебных обязанностей занимался освоением радиотелефонного дело, основ метеорологии, топографии и других наук, связанных с подготовкой и управлением артиллерийским огнём, также он являлся секретарём полкового партийного бюро.
В 1936 году 175-й артиллерийский полк занял первое место по боевой и политической подготовке в Забайкальском военном округе, Василию Дмитриеву было досрочно присвоено звание старшего политрука. С 1937 по 1940 годы он был комиссаром этого полка.
Проявил себя в ходе боёв на Халхин-Голе. За образцовое выполнение заданий командования при разгроме японских войск полк был награждён орденом Ленина. Василий Дмитриев был награждён орденом Красного Знамени. Также указом Малого хурала МНР был награждён монгольским орденом Боевого Красного Знамени.

### Великая Отечественная война
В первые дни Великой Отечественной войны подал рапорт о направлении его в действующую армию. Рапорт был удовлетворён, и он был назначен начальником политотдела 18-й танковой дивизии, которая была срочно переброшена из Калуги на Западный фронт. Дивизия двигалась маршем в составе 7-го механизированного корпуса, конечным пунктом назначения была Орша, затем корпусу было приказано наступать на Бешенковичи, Лепель и Сенно.
Утром 6 июля передовые советские отряды обнаружили разрушенные и затопленные проливными дождями переправы рядом с Сенно, но к вечеру дивизия всё-таки овладела городом. Через некоторое время под воздействием превосходящих немецких сил, получивших подкрепление, дивизия оставила Сенно и отошла к востоку. На следующий день советские силы понесли большие потери от ударов немецкой авиации и была вынуждена занять оборону на берегу реки Оболянки.
11 июля 1941 года противник захватил Витебск, после чего командование 20-й армией приняло решение отказаться от развития контрудара, вывести механизированные корпуса из боя и сосредоточить их в районах, которые они занимали до начала боевых действий. 7-й механизированный корпус попал в окружение. Будучи начальником политотдела 18-й танковой дивизии вместе со стрелковым батальоном в течение двух суток отбивал атаки превосходящих немецких сил, а затем вывел бойцов из окружения. В августе был награждён вторым орденом Красного Знамени.
С ноября 1941 года полковой комиссар Василий Дмитриев — комиссар 267-й стрелковой дивизии 52-й армии (с 1 марта 1942 года — 59-й армии) Ленинградского фронта (в декабре 1941 года её передали на Волховский фронт).
Согласно приказу войскам Волховского фронта, 52-я армия должна была разгромить немецкие силы в районе посёлка Большая Вишера. 267-я стрелковая дивизия действовала на левом фланге ударной группировки. 9 декабря советские войска заняли село Александровка западнее Большой Вишеры, это позволило начать преследование врага, завершившееся выходом 52-й армии на берег реки Волхов. 13 января 1942 года началось наступление с целью прорвать блокаду Ленинграда, 267-я стрелковая дивизия, вместе с другими подразделениями армии форсировав Волхов, смогла продвинуться примерно на 15 километров в глубь немецкой обороны.
Для достижения успеха была создана ударная группа из пяти дивизий, в число которых вошла и 267-я, с целью перерезать шоссе и железную дорогу у станции Торфяное и уничтожить чудовскую группировку противника. С апреля по июнь 1942 года дивизия вела тяжёлые бои с целью, пытаясь блокировать опорный пункт в районе села Сенная Кересть Чудовского района Ленинградской области (ныне Новгородской области) и пересечения важных дорог.
7 апреля противник нанёс мощный контрудар по позициям 846-го стрелкового полка, где в это время находился Василий Дмитриев, возвратившийся туда с передовой линии. Ещё ночью комиссар обратил внимание командиров на слабые места обороны и дал необходимые указания. Теперь, когда наступающие уже в нескольких местах прорвали советскую оборону и подошли к штабу полка на 30—40 метров, он принял решение поднять всех способных держать оружие в атаку.
В разгар боя поднялся во весь рост с автоматом в руках и с криком «За Родину! За Сталина!» повёл бойцов в атаку. Не выдержав внезапного удара, немецкие солдаты начали беспорядочно отходить, таким образом, положение было восстановлено. В ходе боя огнём из немецкого пулемёта комиссар был убит.
Похоронен на гражданском кладбище в городе Малая Вишера.
Вскоре начальником политотдела 29-й армии бригадным комиссаром П. С. Лебедевым был представлен к званию Героя Советского Союза. В письме жене погибшего комиссара Лебедев писал: «Василий Петрович был хорошим товарищем и настоящим комиссаром-большевиком. Он погиб за наше общее правое дело, за которое бесстрашно сражается на фронте и в тылу весь советский народ».
Указом Президиума Верховного Совета СССР «О присвоении звания Героя Советского Союза офицерскому, сержантскому и рядовому составу Красной Армии» от 21 февраля 1944 года за «образцовое выполнение боевых заданий командования на фронте борьбы с немецкими захватчиками и проявленные при этом отвагу и геройство» был удостоен посмертно звания Героя Советского Союза.

## Награды и звания
- Герой Советского Союза (Указ Президиума Верховного Совета СССР от 21 февраля 1944 года, орден Ленина и медаль «Золотая Звезда»; посмертно);
- два ордена Красного Знамени (1939 год, 9 августа 1941 года)[6];
- орден Красного Знамени (Монголия, 28 октября 1939 года)[5].

- Фрагмент Указа Президиума Верховного Совета СССР от 21 февраля 1944 года
- Представление к званию Героя Советского Союза, лист 1
- Представление к званию Героя Советского Союза, лист 2

## Память
В Малой Вишере его имя носят улица и школа, в память о нём там также установлен памятник.
В 2002 году в его честь была названа средняя школа в деревне Красная Пресня Тверской области, в ней создана комната боевой славы его имени.